# 타카라다 아키라

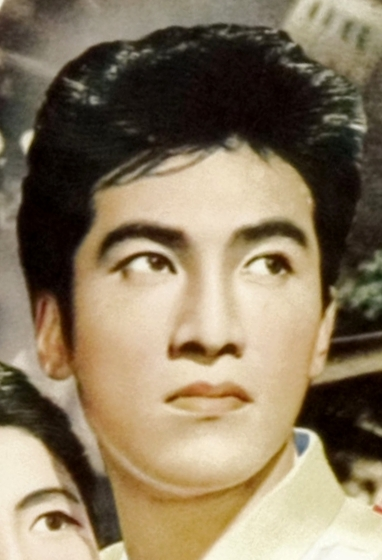
타카라다 아키라 (1954년)

타카라다 아키라(일본어: 宝田 明 다카라다 아키라[*], 1934년 4월 29일~2022년 3월 14일)는 일본의 영화 배우, 성우, 사회자이다.

## 출연 작품

### 영화
- 《댄스 위드 미》 (2019년)
- 《내일에 거는 다리 1989년의 추억》 (2018년)
- 《어 스파클 오브 라이프》 (2013년)
- 《고질라 - 파이널 워즈》 (2011년)
- 《일본인 특수효과의 예술》 (2008년)
- 《감독 만세!》 (2007년)
- 《마루타이의 여인》 (1997년)
- 《고질라 20 - 고질라 대 모수라》 (1992년)
- 《민보의 여자》 (1992년)
- 《해저군함 2》 (1969년)
- 《킹콩의 역습》 (1967년)
- 《고질라 8 - 고질라 대 바다 괴물》 (1966년)
- 《프랑켄슈타인 대 바라곤》 (1965년)
- 《고질라 7 - 고질라 대 몬스터 제로》 (1965년)
- 《고질라 5 - 모수라 대 고질라》 (1964년)
- 《추신구라 - 47로닌》 (1962년)
- 《방랑기》 (1962년)
- 《고하야가와가의 가을》 (1961년)
- 《반인간: 흉칙한 스노우맨의 이야기》 (1958년)
- 《고질라 3 - 괴수의 왕》 (1956년)
- 《고지라》 (1954년)